# Das Mädchen Christine
Das Mädchen Christine ist ein DEFA-Kinofilm von 1949, in dem die Geschichte eines jungen Mädchens erzählt wird, das sich während des Dreißigjährigen Krieges als Mann verkleidet, um bei ihrem Geliebten zu sein.

## Handlung
Die junge Christine wächst als Waisenkind während des Dreißigjährigen Krieges auf. Bei einem der vorbeiziehenden Heere lernt sie den Obristen Graf Merian kennen, in den sie sich sofort verliebt. Um immer bei ihm zu sein, verkleidet sie sich als Mann und bleibt als Troßjunge bei der Truppe. Auch als sie sogar zum Kornett befördert wird, kennt bis auf die Marketenderin niemand ihr Geheimnis.
Nach und nach merkt Christine, dass Graf Merian im Krieg verroht ist und keine Güte mehr besitzt. Besonders entsetzt ist sie, als Merian das Bauernmädchen Barbara auffordert, eine Nacht mit ihm zu verbringen, um damit ihren Vater und Bruder vom Tod durch den Strang zu retten. Christine legt ihr Männerkostüm ab, gibt sich dem Grafen unerkannt hin und lässt Barbara frei. Als Merian anderntags erwacht, ist er allein. Er hetzt Häscher auf Barbara und ihre Familie. Der Bruder entwischt, der Vater wird gehenkt, Barbara gefangen. Christine gibt sich zu erkennen, fordert Merian zum Duell und siegt. Durch einen Stich mit ihrem Degen stirbt Merian. Obwohl sie als Kornett zum Tode verurteilt wird, entgeht sie der Hinrichtung, da sie als Frau freigesprochen wird.

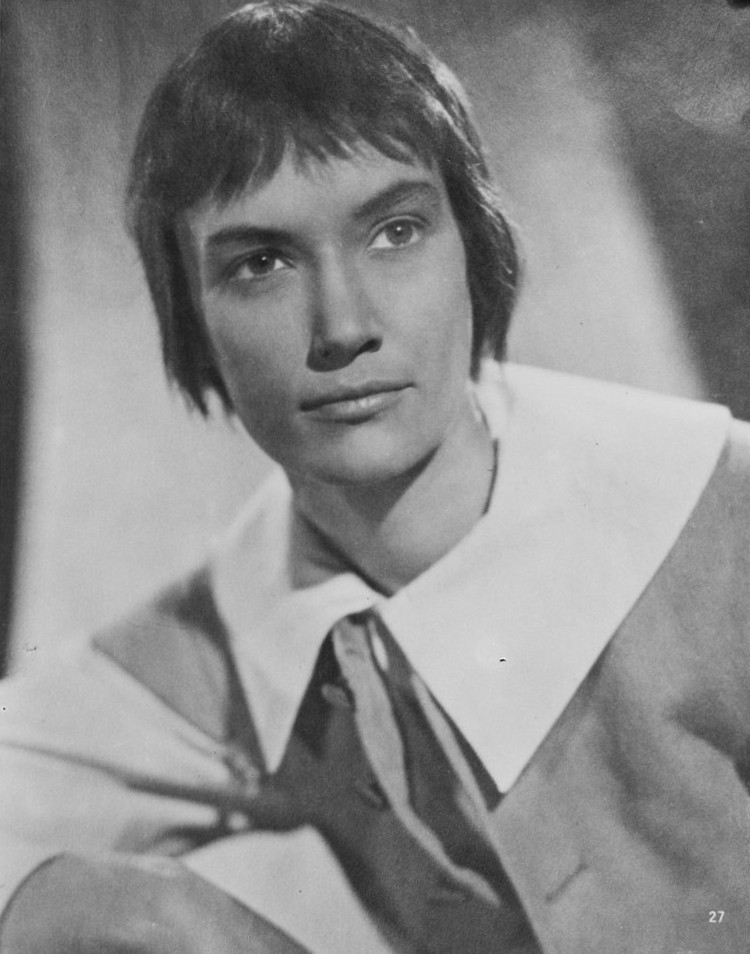
Petra Peters als Christine

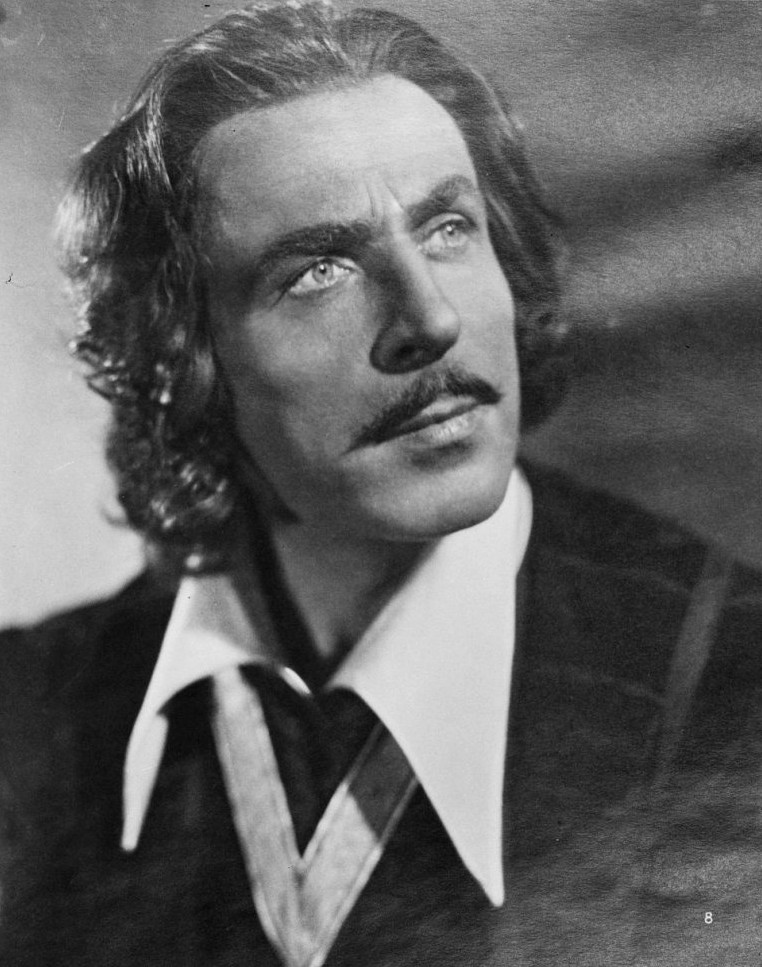
Wolfgang Lukschy als Graf Merian

## Produktion und Veröffentlichung
Der Arbeitstitel des Films war „Nacht der Erkenntnis“. Der Film entstand im Studio Babelsberg mit Außenaufnahmen vom Kloster Chorin.
Die Uraufführung war am 14. Januar 1949 im Berliner Kino Babylon. Als Austauschfilm Mittel-Deutschland/West-Deutschland erschien Das Mädchen Christine erstmals am 13. Mai 1949 in Trier und am 5. Juli 1949 in West-Berlin.
Die Fernseh-Erstausstrahlung erfolgte im 1. Programm des Fernsehens der DDR am 24. Juli 1972. Eine DVD erschien am 21. Juli 2017.

## Kritiken
Im Neuen Deutschland war von Monica Melis zu lesen:

„Selbst die pazifistische Idee des Films muß vage bleiben bei so viel falscher Romantik. Die schwülstig-sentimentale Filmstory könnte in jede andere Zeit montiert sein. Sie verfärbt die sozialen Gegebenheiten ebenso wie die menschlichen Schicksale und Situationen. Es fehlt ihr jede allgemeingültige innere Logik.“

„Romantisierendes Kostümkammerspiel mit Anleihen unter anderem an C.F. Meyers ‚Gustav Adolfs Page‘, jedoch ohne Vertiefung des historischen Hintergrunds und vor allem an der Pikanterie der Hosenrolle interessiert. Die mitgelieferte Antikriegstendenz hat eher Alibifunktion.“